# Gloveria
Gloveria is een geslacht van vlinders van de familie spinners (Lasiocampidae), uit de onderfamilie Lasiocampinae.

## Soorten
- G. arizonensis Packard, 1878
- G. balloui Schaus, 1936
- G. concinna Dyar, 1919
- G. edwardsi Druce, 1897
- G. gargamelle (Strecker, 1884)
- G. howardi Dyar, 1896
- G. latipennis Dyar, 1919
- G. medusa (Strecker, 1898)
- G. obsoleta Dyar, 1919
- G. olivacea Edwards, 1884
- G. sodom Dyar, 1919
- G. sphingiformis Barnes & McDunnough, 1910
- G. venerabilis Edwards, 1884